# Dorbbéne Foto
Dorbbéne ou Dorbbéne Foto (mort le 28 octobre 713 est un ecclésiastique irlandais qui fut abbé d'Iona en 713.

Selon les Annales d'Ulster Dorbbéne obtient la « chaire de Iona » en mai 713 et l'occupe cinq mois avant de mourir le 28 octobre. Les détails fixant avec précision la date de sa mort « samedi 5e jour des calendes de novembre » sont inhabituels. Il est désigné par la fonction de primatus alors que Dúnchad mac Cinn Fáelad est devenu le 10e abbé d'Iona en 706. Il est très probable que Dorbbéne est identifiable avec son homonyme qui avait écrit le colophon du plus ancien manuscrit conservé à Schaffhouse de la Vita de Colomba par Adomnan d'Iona. Cet ouvrage a été composé au début du VIIIe siècle à Iona avec l'injonction au lecteur de « prier le Seigneur pour moi, Dorbene afin que je reçoive la vie éternelle après ma mort  » 

## Article lié
- Abbaye d'Iona